# Amenhotep (figlio di Hapu)
Amenhotep (Atribi, 1460 a.C. ca. – 1380 a.C. ca.) è stato un architetto, sacerdote e funzionario egizio, che ha tenuto una serie di cariche sotto Amenofi III.

## Biografia

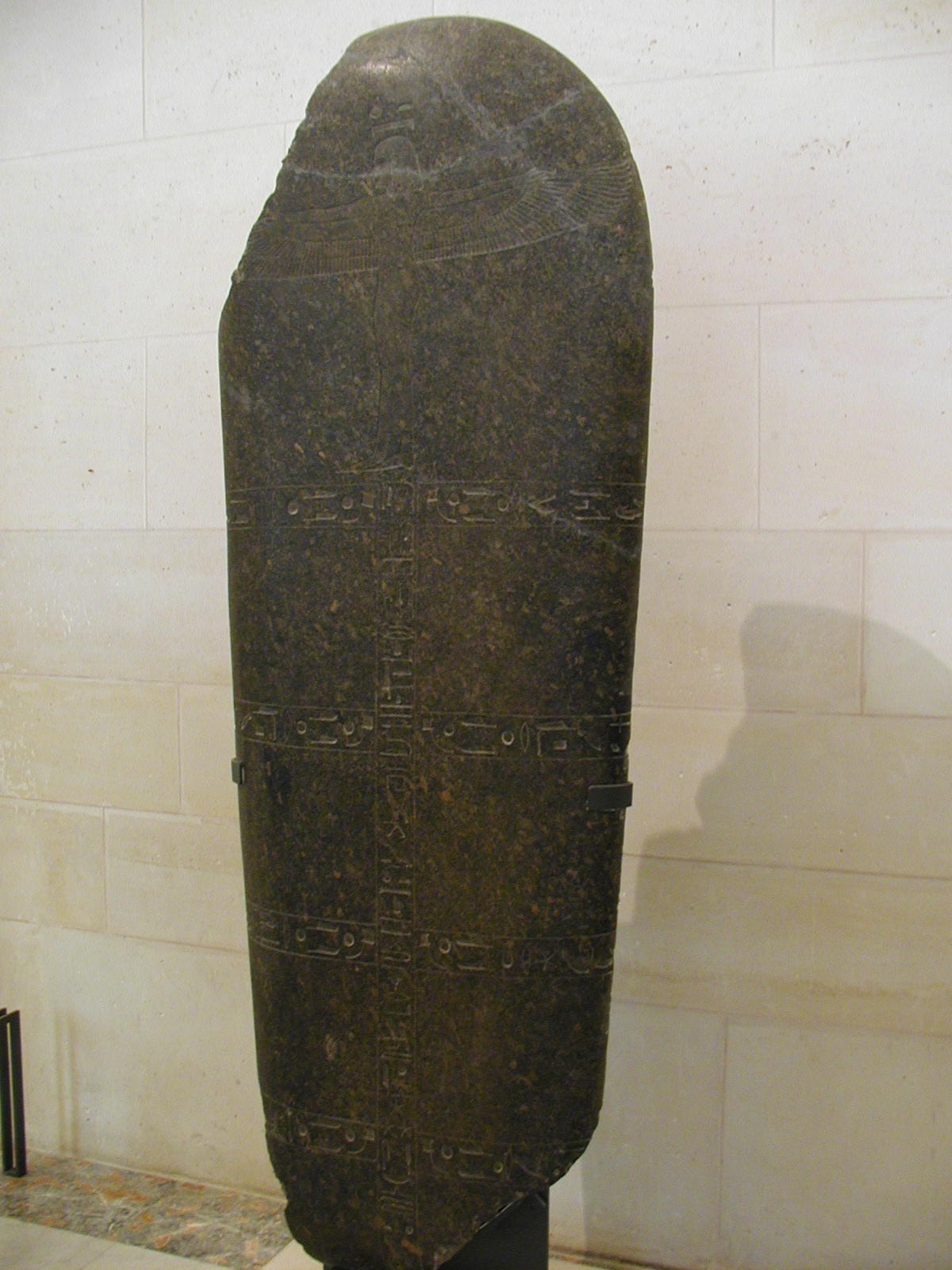
Coperchio del sarcofago di Amenhotep (Museo del Louvre, Parigi)

Si dice che sia nato alla fine del regno di Thutmose III, nel comune di Atribi (la moderna Banha, a nord del Cairo nel basso Egitto). Suo padre era Hapu, mentre sua madre si chiamava Itu.
È stato un sacerdote ed uno scriba molto legato al culto di Thot, dio della saggezza. Alla corte del faraone fu impiegato come scriba reale principalmente negli affari militari, servendo forse lui stesso come comandante. Questa carriera gli permette di avvicinarsi ad Amenofi III che lo nomina intendente al fianco di sua figlia Satamon, oltre che a diverse funzioni importanti come quella di scriba reale a capo delle reclute e in seguito "capo di tutti i lavori del Re".
Nella sua qualità di capo architetto ha anche supervisionato tutta una serie di progetti di costruzione, tra i quali il tempio funerario sito ad ovest di Tebe e di cui ci rimangono solamente due statue note sotto la denominazione di colossi di Memnone. Fu probabilmente anche l'architetto del tempio di Soleb nella Nubia.
Secondo alcuni rilievi nella tomba del visir Ramose, egli potrebbe essere morto durante l'anno 31 di Amenofi III, a circa 81 anni.

## Culto e rappresentazioni
Dopo la sua morte, la sua fama crebbe e fu venerato per i suoi insegnamenti e come filosofo. È stato anche venerato come un guaritore e, infine, adorato come un dio della guarigione e, come il suo predecessore Imhotep, dotato di poteri protettivi. Ci sono diverse statue di lui nelle vesti di scriba, che lo ritraggono sia come un giovane sia come un uomo più anziano.